# Synagoga w Manamie
Synagoga w Manamie – synagoga znajdująca się w Manamie, stolicy Bahrajnu, przy Sasa'ah Avenue.
Pod koniec XIX wieku Żydzi z Iraku, Iranu oraz Indii zaczęli osiedlać się w Bahrajnie. Wówczas również zbudowano pierwszą synagogę. Po decyzji Organizacji Narodów Zjednoczonych z 1947 roku o podziale Palestyny w Bahrajnie wybuchły zamieszki. Miejscowi Arabowie zburzyli synagogę. Wkrótce wielu Żydów wyemigrowało do Wielkiej Brytanii i USA.
Mimo tych wydarzeń synagogę odbudowano. Obecnie gmina żydowska liczy 35 osób. Są trudności ze zgromadzeniem minjanu i przez to synagoga nie jest użytkowana. Żydzi chcieli zmienić przeznaczenie budynku lub przekazać go na cele dobroczynne, ale nie uzyskali zgody władz państwowych, które nalegają by budowla pełniła funkcję synagogi. W 2006 roku dach budynku zaczął się walić. Wówczas Abraham David Nonoo, nieoficjalny przywódca wspólnoty żydowskiej i członek szury, organu doradczego władcy Bahrajnu, wyremontował budynek z własnych środków.
Ostatnio władze ofiarowały Żydom parcelę by mogli odbudować synagogę zniszczoną podczas zamieszek. W Manamie istnieje również niewielki cmentarz żydowski.